# تانتالات الليثيوم (صفحة البيانات)
توفر هذه الصفحة بيانات كيميائية تكميلية عن مادة تانتالات الليثيوم (lithium tantalate).

## بيانات سلامة المواد
يتوجب التعامل مع هذه المادة الكيميائية عبر اتخاذ احتياطات أمان كبيرة. لذلك، من المستحسن بشدة أن تبحث عن ورقة بيانات سلامة المواد (MSDS) لهذه المادة الكيميائية من مصدر موثوق مثل SIRI، واتباع توجيهاتها.

## البنية والخصائص
| البنية والخصائص           | البنية والخصائص                    |
| ------------------------- | ---------------------------------- |
| معامل الانكسار، ند        | ؟                                  |
| رقم آبي                   | ؟                                  |
| ثابت العزل الكهربائي، ε11 | 51 ε0 (تم قياسها عند إجهاد ثابت)   |
| ثابت العزل الكهربائي، ε33 | 45 ε0 (تم قياسها عند إجهاد ثابت)   |
| ثابت العزل الكهربائي، ε11 | 38.3 ε0 (تم قياسها عند إجهاد ثابت) |
| ثابت العزل الكهربائي، ε33 | 46.2 ε0 (تم قياسها عند إجهاد ثابت) |
| ثابت الكهرضغطية، د15      | 26 بيكو كربون/نيتروجين             |
| ثابت الكهرضغطية، د22      | 7 بيكو كربون/نيتروجين              |
| ثابت الكهرضغطية، د31      | -2 بيكو كربون/نيتروجين             |
| الثابت الكهرضغطي، د33     | 8 بيكو كربون/نيتروجين              |
| قوة الرابطة               | ؟                                  |
| طول الرابطة               | ؟                                  |
| زاوية الرابطة             | ؟                                  |
| القابلية المغناطيسية      | ؟                                  |

## الخصائص الديناميكية الحرارية
| سلوك الطور                                          | سلوك الطور                                        |
| --------------------------------------------------- | ------------------------------------------------- |
| النقطة الثلاثية                                     | ? K (? °C), ? Pa                                  |
| نقطة حرجة                                           | ? K (? °C), ? Pa                                  |
| التمدد الحراري                                      | 2x10−6K−1 (z)، 16x10−6K−1 (x، y)                  |
| درجة حرارة كوري                                     | ~950 كلفن (~680 درجة مئوية) (~1220 درجة فهرنهايت) |
| التغير القياسي في المحتوى الحراري للاندماج، ΔfusHo  | ? كيلوجول/مول                                     |
| التغير القياسي في الإنتروبيا للاندماج، ΔfusSo       | ? J/(mol·K)                                       |
| التغير القياسي في المحتوى الحراري للتبخر، ΔvapHo    | ? kJ/mol                                          |
| التغير القياسي في الإنتروبيا للتبخر، ΔvapSo         | ? J/(mol·K)                                       |
| خصائص المواد الصلبة                                 |                                                   |
| التغير القياسي في المحتوى الحراري للتكوين، ΔfHoصلب  | ? kJ/mol                                          |
| الإنتروبيا المولية القياسية، Soصلب                  | ? J/(mol K)                                       |
| السعة الحرارية، cp                                  | ? J/(mol K)                                       |
| خصائص السوائل                                       |                                                   |
| التغير القياسي في المحتوى الحراري للتكوين، ΔfHoسائل | ? kJ/mol                                          |
| الانتروبيا المولية القياسية، Soسائل                 | ? J/(mol K)                                       |
| السعة الحرارية، cp                                  | ? J/(mol K)                                       |
| خصائص الغاز                                         |                                                   |
| التغير القياسي في المحتوى الحراري للتكوين، ΔfHoغاز  | ? kJ/mol                                          |
| الإنتروبيا المولية القياسية، Soغاز                  | ? J/(mol K)                                       |
| السعة الحرارية، cp                                  | ? J/(mol K)                                       |

## البيانات الطيفية
| الأشعة فوق البنفسجية والمرئية          | الأشعة فوق البنفسجية والمرئية |
| -------------------------------------- | ----------------------------- |
| λالحد الأقصى                           | ؟ ن م                         |
| معامل الانقراض، ε                      | ؟                             |
| الأشعة تحت الحمراء                     |                               |
| نطاقات الامتصاص الرئيسية               | ؟ سم− 1                       |
| الرنين النووي المغناطيسي               |                               |
| الرنين النووي المغناطيسي للبروتون      |                               |
| الرنين النووي المغناطيسي للكربون-13    |                               |
| بيانات الرنين المغناطيسي النووي الأخرى |                               |
| مطيافية الكتلة                         |                               |
| كتل من الأجزاء الرئيسية                |                               |